# Штутцер, Константин Яковлевич
Константин Яковлевич Штутцер (1834—1894) — генерал-лейтенант русской императорской армии.

## Биография
Родился 15 (27) марта 1834 года. Воспитывался в Дворянском полку. 
В службу вступил 13 августа 1853 года корнетом. Участвовал в Крымской войне. Поручик с 15 июня 1861 года.
13 февраля 1863 года переведен из поручиков Кинбурнского драгунского Его Императорского Высочества Великого Князя Михаила Николаевича полка корнетом гвардии в Лейб-гвардии Уланский Его Величества полк. Поручик (старшинство с 17 апреля 1863 года). Штабс-ротмистр (старшинство с 16 апреля 1867 года). Ротмистр (старшинство с 16 апреля 1872 года). Командовал эскадронами и дивизионами 5 лет и 11 месяцев.
30 августа 1874 года ротмистр Лейб-гвардии Уланского Его Величества полка Штутцер был произведён в полковники. 
Участник Русско-турецкой войны. С 29 сентября 1878 года командовал 3-м драгунским Новороссийским полком. Был награждён орденами Св. Владимира 4-й степени с мечами и бантом и 3-й степени, а также золотым оружием (1879).
Вместе с производством в генерал-майоры, 22 июня 1886 года был назначен командиром 2-й бригады 14-й кавалерийской дивизии (в сентябре 1891 года его сменил в этой должности барон Криденер).
Умер 1 (13) ноября 1894 года. Был похоронен в Москве на Введенском кладбище; могила утрачена.

## Награды
- орден Св. Станислава 3-й ст. с мечами и бантом (1863)
- орден Св. Анны 3-й ст. (1867)
- орден Св. Станислава 2-й ст. (1869; императорская корона к ордену — 1872)
- орден Св. Анны 2-й ст. (1874)
- орден Св. Владимира 4-й ст. с мечами и бантом (1878)
- Золотое оружие «За храбрость» (1878)
- орден Св. Владимира 3-й ст. с мечами (1878)
- орден Св. Станислава 1-й ст. (1890)